# Flaka e Vëllazërimit
Flaka e Vëllazërimit [flˈakˌa e v(ə)ɫˌaz(ə)ɾˈimˌit] (albanisch für „Die Flamme der Verbrüderung“) oder Flaka („Die Flamme“) war eine von 1945 bis 1999 in Mazedonien erschienene Zeitung der albanischen Minderheit im Land. Sie erschien in albanischer Sprache und wechselte die Häufigkeit ihrer Veröffentlichung von jeden zweiten oder dritten Tag zu Beginn auf eine Tageszeitung vom 26. Mai 1994 an.
Der Hauptsitz von Flaka e Vëllazërimit war in der Hauptstadt Skopje am Boulevard Goce Delčev. Gründer war Nexhat Agolli (1914–1949). Die Erstausgabe erschien am 4. April 1945, die letzte am 19./20. Januar 1999. Herausgeber war das „Organ der Sozialistischen Liga des Arbeitervolkes Mazedoniens“ (alb. Organ i Lidhjes Socialiste të Popullit Punonjës të Maqedonisë). Sporadische Ausgaben erschienen noch bis 2004.